# Endopachys alatum
Espèce
Statut CITES
Endopachys alatum est une espèce éteinte de corail de la famille des Dendrophylliidae.